# Heliconia episcopalis x rostrata
Heliconia episcopalis x rostrata là một loài thực vật có hoa trong họ Heliconiaceae. Loài này được mô tả khoa học đầu tiên.